# Beijing Electric Vehicle

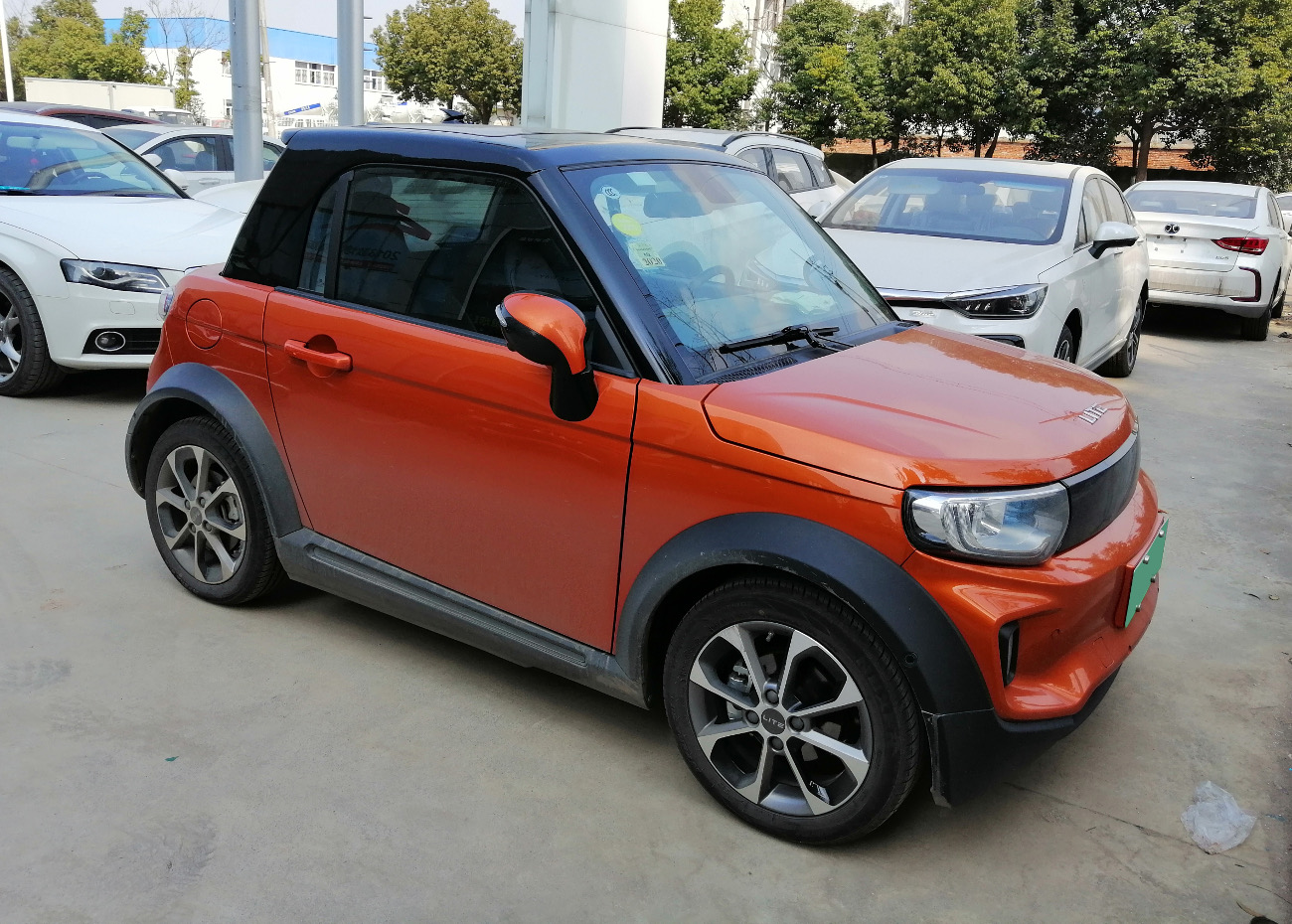
Arcfox Lite, hergestellt bei Beijing Electric Vehicle

Beijing Electric Vehicle, kurz BJEV, ist ein Unternehmen aus der Volksrepublik China.

## Unternehmensgeschichte
Das Unternehmen wurde am 23. Oktober 2009 gegründet. Der Sitz ist in Peking. Es gehört zur Beijing Automotive Group. Mehr als 1000 Mitarbeiter sind beschäftigt. Eine Quelle bezeichnet es als Entwicklungsplattform für Automobile mit neuer Energie, also Elektroautos. Gleichzeitig gilt es auch als Hersteller dieser Fahrzeuge. Außerdem gibt es eine Partnerschaft mit Mercedes-Benz Energy, die zur Daimler AG gehört. Ende 2018 wurde berichtet, dass das Unternehmen Werke in Peking, Qingdao, Huanghua und Changzhou unterhält und ein weiteres in Peking baut.

## Fahrzeuge
Das Unternehmen stellt Autos mit Elektromotoren her. Ein Beispiel ist der Beijing EU7, der auf dem Beijing U7 mit Ottomotor basiert.
Das Modell Lite wird unter der Marke Arcfox vertrieben.